# Vera Cruz (álbum)
Vera Cruz é o terceiro álbum solo do cantor brasileiro de heavy metal Edu Falaschi e o primeiro com repertório inédito, lançado inicialmente em 12 de maio de 2021 (no Japão) e posteriormente no mundo todo por meio MS Metal Records.
Lançado para celebrar seus 30 anos de carreira, trata-se de um álbum conceitual que conta uma história de aventura entre Brasil e Portugal na época do descobrimento do Brasil e que tem a participação de diversos convidados, como Elba Ramalho e Max Cavalera (que não fazia participações especiais havia 25 anos).

## Contexto
Vera Cruz é o primeiro disco solo de Edu com repertório inédito e lançado fora de seu projeto Almah. Vem após uma sequência de dois discos de regravações (Moonlight (2016) e Ballads (2017)), um EP que misturava duas faixas inéditas em estúdio e algumas ao vivo (The Glory of Sacred Truth) e um lançamento ao vivo (Temple of Shadows – In Concert) com a reprodução do disco Temple of Shadows, que ele lançara em 2004 com sua hoje ex-banda Angra. É um trabalho no qual recupera técnicas vocais que usava em sua época com o Angra, mas que perdeu temporariamente após um problema na voz.

## Produção
O disco foi criado a um custo de aproximadamente R$ 100 mil, gravado em novembro de 2020 no estúdio Nas Nuvens, no Rio de Janeiro, e produzido pelo próprio Edu, Roberto Barros e o vocalista Thiago Bianchi.
A capa (em formato vertical) e o título foram divulgados em dezembro de 2020, juntamente ao anúncio de que o lançamento deveria ocorrer em maio de 2021 e de que o disco se encontrava em pré-venda no site 4fan.

### Enredo
A trama do disco, iniciada em 1492 na cidade portuguesa de Tomar, acompanha Jorge, um português abandonado ainda bebê e com uma marca de nascença relacionada à Ordem da Cruz de Nero. Já adulto, ele vai ao Brasil, casa-se com uma índia e se alia aos demais nativos para proteger as terras de outros invasores portugueses. Edu pesquisou a história das Cruzadas para escrever o disco, inspirando-se especificamente no fato de que cavaleiros templários estiveram no Brasil.

Edu disse que desde o início previa que a temática e a sonoridade do álbum poderia render comparações com o Angra, especificamente com o álbum Holy Land, que também abordava a história do Brasil em suas letras. Segundo ele, contudo, as semelhanças são "naturais" uma vez que ele e dois dos músicos de apoio (o tecladista Fabio Laguna e o baterista Aquiles Priester) trabalharam com a banda por anos.

## Lançamento e divulgação
O álbum foi lançado em formatos convencionais e também em uma caixa especial que incluía um digibook, CD, DVD, livreto com o resumo da trama, letras, fotos, camiseta e caneca.

## Faixas
| Faixas de Vera Cruz |                                                   |         |  |
| N.º                 | Título                                            | Duração |  |
| 1.                  | "Burden" (Fardo)                                  | 2:00    |  |
| 2.                  | "The Ancenstry" (A Ancestralidade)                | 5:50    |  |
| 3.                  | "Sea of Uncertainties" (Mar de Incertezas)        | 4:54    |  |
| 4.                  | "Skies in Your Eyes" (Céus em Seus Olhos)         | 4:25    |  |
| 5.                  | "Frol de la Mar" (Flor do Mar)                    | 0:58    |  |
| 6.                  | "Crosses" (Cruzes)                                | 4:40    |  |
| 7.                  | "Land Ahoy" (Terra à Vista)                       | 9:40    |  |
| 8.                  | "Fire with Fire" (Fogo com Fogo)                  | 6:39    |  |
| 9.                  | "Mirror of Delusion" (Espelho de Ilusão)          | 5:28    |  |
| 10.                 | "Bonfire of the Vanities" (Fogueira das Vaidades) | 3:29    |  |
| 11.                 | "Face of the Storm" (Face da Tempestade)          | 7:30    |  |
| 12.                 | "Rainha do Luar"                                  | 4:06    |  |
| Duração total:      | Duração total:                                    | 59:39   |  |

## Créditos
Conforme fontes.
- Edu Falaschi – vocais

### Músicos de apoio
- Diogo Mafra – guitarra
- Roberto Barros – guitarra
- Raphael Dafras – baixo
- Fabio Laguna – teclados
- Aquiles Priester – bateria

### Músicos convidados
- Max Cavalera – vocais em "Face of the Storm"
- Elba Ramalho – vocais em "Rainha do Luar"
- Tito Falaschi – solo de guitarra em "Bonfire of the Vanities"
- Federico Puppi – violoncelo em "Bonfire of Vanities" e "Rainha do Luar"
- Adriano Machado – arranjos e regência de cordas
- Rafael Meninão – sanfona em "Rainha do Luar"

### Pessoal técnico
- Dennis Ward – mixagem e masterização
- Pablo Greg – orquestrações
- Fábio Caldeira – coautoria do enredo
- Carlos Fides – capa